# Mount Gozur
Mount Gozur ist ein über 2980 m hoher Berg im westantarktischen Ellsworthland. In der Sentinel Range des Ellsworthgebirges ragt er unmittelbar nordwestlich des Kopfendes des Young-Gletschers und 14,5 km östlich des Mount Bentley auf. Er ist die höchste Erhebung der Maglenik Heights.
Der United States Geological Survey kartierte ihn anhand eigener Vermessungen und Luftaufnahmen der United States Navy zwischen 1957 und 1959. Das Advisory Committee on Antarctic Names benannte ihn 1961 nach Captain Alexander Gozur (* 1929) von der United States Air Force, der zwischen 1956 und 1957 an der Errichtung der ersten Südpolstation beteiligt war.